# Louis de Luxembourg (1986)
Pour les articles homonymes, voir Louis de Luxembourg (homonymie) et Louis de Nassau.
Le prince Louis de Luxembourg, né le 3 août 1986 à Luxembourg, est le troisième fils du grand-duc Henri et de la grande-duchesse María Teresa.

## Biographie
Arrière-petit-fils du prince Félix de Bourbon-Parme, époux de la grande-duchesse Charlotte de Luxembourg, le prince Louis de Luxembourg est un Bourbon, descendant de Louis XIV en ligne agnatique et légitime. Il est successible aux trônes de France (succession légitimiste) et d'Espagne. Son fils cadet, Noah, l'est également. L'aîné, Gabriel, né hors mariage, est successible au trône de France depuis le mariage de ses parents; ses droits éventuels au trône d'Espagne sont plus flous.
Il a trois frères, Guillaume, Félix et Sébastien, et une sœur, Alexandra.
Il effectue ses études à l'école primaire de Lorentzweiler, à l'école secondaire privée Notre-Dame de Luxembourg, à l'American School of Luxembourg et au collège alpin Beau Soleil en Suisse, où il obtient son baccalauréat en juin 2005. En 2014, il obtient un bachelor (licence) en communication de Richmond, l'université américaine internationale de Londres. Il est ensuite diplômé d'un master en études psychosociales de l'Université Birkbeck, à Londres. Il est le parrain de son neveu, le prince Charles de Luxembourg.

## Mariage et descendance
Le 29 septembre 2006, à Gilsdorf, il épouse Tessy Antony, dont il a déjà un fils. Un second fils naît l'année suivante. Louis de Luxembourg renonce à cette occasion à ses droits au trône luxembourgeois. Sa femme porte alors le simple patronyme de Nassau jusqu'au 23 juin 2009, jour de la fête nationale luxembourgeoise, où elle reçoit le titre de princesse de Luxembourg et le prédicat d'altesse royale, ses enfants devenant princes de Nassau avec prédicat d'altesse royale :
- le prince Gabriel de Nassau (né le 12 mars 2006) ;
- le prince Noah de Nassau (né le 21 septembre 2007).

Le prince Louis n'est pas le premier membre de la dynastie à épouser une roturière (cf. Joan Douglas Dillon, María Teresa Mestre, Hélène Vestur et Sybilla Weiller).
Le 18 janvier 2017, le couple annonce sa décision de divorcer dans un communiqué officiel. Résidant tous deux à Londres, leur divorce est prononcé le 17 février 2017 par un decree nisi, c'est-à-dire un jugement provisoire valide tant qu'aucun motif suffisant pour le contester n'est produit dans les six semaines à compter de son émission. Le divorce a été confirmé le 4 avril 2019.
Le 6 avril 2021, la Cour grand-ducale annonce les fiançailles du prince Louis avec Scarlett-Lauren Sirgue (née le 8 août 1991 à Bordeaux), en couple depuis trois ans. Elle est avocate de profession et la fille des avocats bordelais Pierre Sirgue et Scarlett Berrebi. Cependant les fiançailles sont rompues le 22 février 2022, le couple ayant mis un terme à leur relation.